# Pseudoeriphus collaris
Pseudoeriphus collaris är en skalbaggsart som först beskrevs av Wilhelm Ferdinand Erichson 1848.  Pseudoeriphus collaris ingår i släktet Pseudoeriphus och familjen långhorningar.
Artens utbredningsområde är:
- Guyana.
- Surinam.

Inga underarter finns listade i Catalogue of Life.